# Quá trình sản xuất phim Harry Potter và Bảo bối Tử thần
Harry Potter và Bảo bối Tử thần là một loạt phim hai phần cuối cùng trong loạt phim lớn Harry Potter. Cả phần 1 và phần 2 đều do David Yates đạo diễn và Steve Kloves viết kịch bản dựa trên nội dung chuyển thể từ cuốn tiểu thuyết bán chạy cùng tên của nhà văn J.K. Rowling. Loạt phim do Rowling, David Heyman và David Barron hợp tác sản xuất. Ban đầu loạt phim còn dự kiến được phát hành trong một bản áp phích duy nhất, nhưng với thời lượng hơn 4 tiếng đồng hồ nên nó buộc phải chia làm hai phần. Phần 1 phát hành vào 19 tháng 11 năm 2010 và phần 2 phát hành vào 15 tháng 7 năm 2011.